# Zeche Caspar & Balthasar
Die Zeche Caspar & Balthasar in Sprockhövel im Stadtteil Gennebreck ist ein ehemaliges Steinkohlenbergwerk. Das Bergwerk ist aus einer Vereinigung der beiden Bergwerke Balthasar und Caspar entstanden.

## Bergwerksgeschichte
Über beide Vorgängerbergwerke ist nur wenig bekannt. Auf der Zeche Caspar wurde bereits im Jahr 1717 abgebaut. Die Zeche  Balthasar war auch unter dem Namen Zeche Balthaser bekannt. Auf beiden Bergwerken wurde im Jahr 1739 an einer Akeldruft gearbeitet, jedoch traf man zunächst nicht auf Steinkohle. In den Jahren 1754 und 1755 war die Zeche Balthasar in Betrieb. Die Zeche Caspar lag zu dieser Zeit in Fristen. Grund war, dass das Flöz nicht mehr aufzufinden war. Ab dem Jahr 1755 wurden die Bergwerke unter dem gemeinsamen Namen Caspar, Melchior & Balthasar geführt. Zu dieser Zeit waren zwölf Bergleute auf dem gemeinsam geführten, aber dennoch getrennt fördernden, Bergwerk beschäftigt. Gemäß den Aufzeichnungen des Amtes Wetter war im Jahr 1755 ein Herr Kreishöter als Schichtmeister auf dem Bergwerk tätig. Aufgrund seiner mangelnden Schreibkenntnisse war er jedoch nicht in der Lage, die Rechnungen selbst zu schreiben. Als Gewerken waren die Erben Cramer, Peltzer und Kleyer eingetragen. Im Jahr 1756 war das Bergwerk in Betrieb. Im Jahr 1789 wurden beide Bergwerke in die Niemeyersche Karte eingetragen. Balthasar befand sich gemäß der Karte 200 Meter nördlich von der Elberfelder Straße. Caspar befand sich gemäß der Karte 350 Meter nördlich der Kreuzung der Straße Stöcken mit der Elberfelder Straße. Noch vor dem Jahr 1831 erfolgte die Vereinigung zur Zeche Caspar & Balthasar. Im Jahr 1831 war das Bergwerk in Betrieb, es war ein Schacht in Betrieb. Wann das Bergwerk stillgelegt wurde, ist nicht bekannt.